# Università della Scozia Occidentale
L'Università della Scozia Occidentale (in inglese University of the West of Scotland o UWS; in gaelico scozzese Oilthigh na h-Alba an Iar) è un istituto pubblico di istruzione universitaria britannico con quattro campus nell'area della Scozia sud-occidentale: quello principale è a Paisley nelle Lowlands, mentre gli altri tre sono ad Ayr (Ayrshire Meridionale), Hamilton (Lanarkshire Meridionale) e Dumfries (Dumfries e Galloway).
L'università nacque nel 2007 per fusione delle preesistenti Università di Paisley e Bell College di Hamilton.
L'Università UWS ha attivi progetti di "transnational education in diversi Paesi del Mondo tra cui in Italia con Bobo Studios - MAST Music.
https://www.uws.ac.uk/international/partner-with-us/